# جمهوری نخست ترکستان شرقی
جمهوری اسلامی ترک ترکستان شرقی (به اویغوری: شەرقىي تۈركىستان تۈرك ئىسلام جۇمھۇرىيىتى) کشوری است که در سال ۱۹۳۳ در قسمتی از استان سین‌کیانگ (ترکستان چین) تأسیس شد، واژه جمهوری اسلامی برای اولین بار توسط آنها استفاده شد و پایتخت آن شهر کاشغر، مرکز استان سینگ‌کیانگ امروزی (منطقه خودمختار ایغور) بوده است. این حکومت را می‌توان اولین جنبش فرهنگی و اجتماعی برای استقلال و تشکیل دولتی مستقل در جامعه ایغورها و همچنین دیگر اقوام ترک تبار نظیر قرقیزها و … ساکن در ترکستان معرفی کرد. این جمهوری در سال ۱۹۳۴ با حمله جنگ سالاران هویی (قوم چینی) به کاشغر و اعلام اتحاد آنان با دولت کومیتانگ چین سقوط نمود.